# إنفير ماريتش

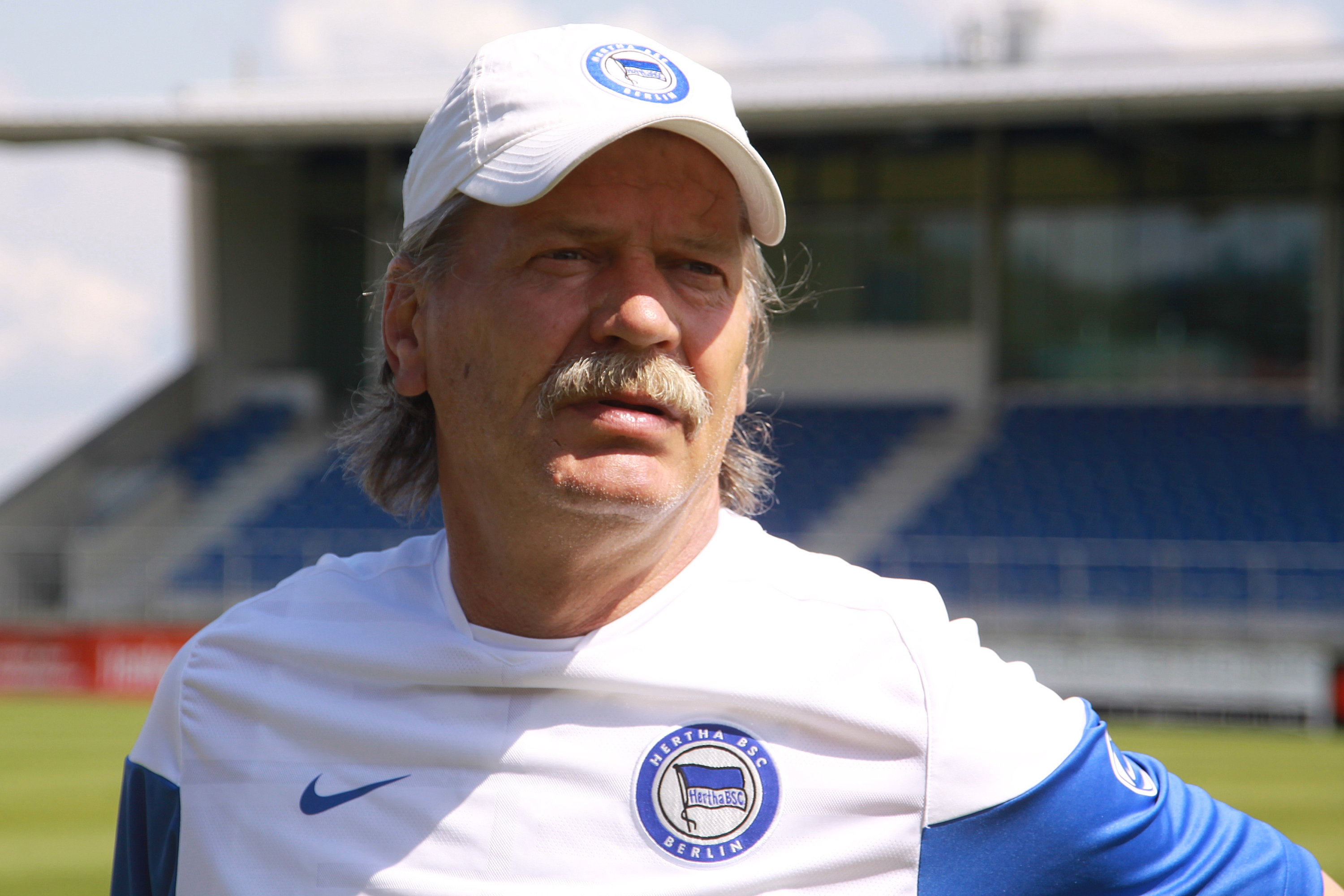
إنفير ماريتش

إنفير ماريتش، من مواليد 25 ابريل 1948 ، لاعب كرة قدم يوغسلافي سابق.
لعب مع منتخب يوغسلافيا لكرة القدم.

## وصلات خارجية
- إنفير ماريتش على موقع الاتحاد الدولي (مؤرشف)  (الإنجليزية)
- إنفير ماريتش على موقع قاعدة بيانات كرة القدم.إي يو (الإنجليزية)
- إنفير ماريتش على موقع ناشيونال فوتبول تيمز (الإنجليزية)
- إنفير ماريتش على موقع Soccerway.com (الإنجليزية)
- إنفير ماريتش على موقع عالم كرة القدم.نت (الإنجليزية)